# Barah Sīleh
Barah Sīleh (persiska: بره سیله) är en ort i Iran.   Den ligger i provinsen Kermanshah, i den västra delen av landet, 500 km väster om huvudstaden Teheran. Barah Sīleh ligger 1 510 meter över havet och antalet invånare är 359.
Terrängen runt Barah Sīleh är kuperad. Runt Barah Sīleh är det ganska tätbefolkat, med 60 invånare per kvadratkilometer. Närmaste större samhälle är Eslāmābād-e Gharb, 9,8 km söder om Barah Sīleh. Omgivningarna runt Barah Sīleh är i huvudsak ett öppet busklandskap.